# 403P/Catalina
403P/Catalina, o cometa Catalina 8, è una cometa periodica appartenente alla famiglia delle comete gioviane.
Scoperta come cometa il 1º febbraio 2008, lo stesso giorno si vide che in effetti era già stata osservata come asteroide il 3 novembre 2007. La sua riscoperta nel 2020 ne ha permesso l'attribuzione di una numerazione definitiva.